# Книга пророка Даниила
Кни́га проро́ка Дании́ла — апокалиптическая книга, входящая в состав еврейской Библии (Танаха) и Ветхого Завета. В Танахе находится в разделе Ктувим. Книга описывает события VI века до н. э. Большинство учёных датируют книгу II веком до н. э.
Текст представляет рассказ о деятельности и видениях Даниила. В книге он описан как знатный еврей, сосланный в Вавилон, хотя большинством учёных Даниил не признан реальной исторической личностью. В произведении содержится пророчество, уходящее корнями в еврейскую историю: описан не только исторический кризис II века до н. э., но и последние времена, когда праведники, согласно иудейской вере, должны воскреснуть.

## Содержание
Книга пророка Даниила разделяется на две части: историческую (1—6 главы) и пророческую (7—12 главы). Часть этих пророчеств в научной среде характеризуется как ex eventu, то есть написанные после событий, описываемых в точных «предсказаниях». Другая их часть — ложные предсказания, в частности описание смерти Антиоха IV.
В первой части описывается жизнь пророка Даниила и современные Даниилу события в вавилонском и мидо-персидских царствах, в которых он или его друзья принимали непосредственное участие.
Во второй части излагаются видения и откровения, данные Даниилу, о судьбе Иудеи и языческих царств, имевших влияние на историю народа Израиля, от вавилонского плена и до утверждения на земле царства «святых Вышнего».
13-я и 14-я главы являются неканоническими и содержат два рассказа с упоминанием пророка Даниила. К неканонической части Книги Даниила относятся также стихи с 24-го по 90-й в третьей главе.

| Главы и стихи | Содержание                                        | Язык                                                   |
| 1:1—21        | Рассказ о Данииле и трёх юношах при царском дворе | Еврейский                                              |
| 2:1—49        | Сон Навуходоносора об истукане                    | Арамейский, первые три стиха на еврейском              |
| 3:1—30        | Три отрока в печи огненной                        | Арамейский, неканонический текст (3.24-90) — греческий |
| 4:1—34        | Сон Навуходоносора о дереве                       | Арамейский                                             |
| 5:1—30        | Пир Валтасара                                     | Арамейский                                             |
| 6:1—28        | Отношения пророка Даниила и царя Дария            | Арамейский                                             |
|               | Видения                                           |                                                        |
| 7:1—28        | Видение четырёх зверей и Сына Человеческого       | Арамейский                                             |
| 8:1—27        | Видение овна и козла                              | Еврейский                                              |
| 9:1—27        | Пророчество о 70 седьминах                        | Еврейский                                              |
| 10:1—21       | Видение мужа, облечённого в льняную одежду        | Еврейский                                              |
| 11:1-45       | Откровение о борьбе южного и северного царей      | Еврейский                                              |
| 12:1—13       | Откровение о событиях последних дней              | Еврейский                                              |
|               | Неканонические дополнения                         |                                                        |
| 13:1—64       | История Сусанны                                   | Греческий                                              |
| 14:1—42       | Бел и Дракон                                      | Греческий                                              |

### Видения и откровения
1. Первый год Валтасара (7 глава). Видение четырёх животных, символизирующих четыре царства в их преемственной последовательности: вавилонское, мидо-персидское, македонское (греческое) и римское[5].
2. Третий год Валтасара (8 глава). Видение овна и козла, символов мидо-персидского царства и греческого.
3. Первый год некоего «Дария Мидянина» (9 глава) — видение о семидесяти седьминах.
4. Главы 10—12. Откровение о будущей судьбе еврейского народа в связи с историей соседних языческих государств[8].

#### Значение откровений
Христианские богословы считают, что Книга пророка Даниила раскрывает учение о всемирном Царстве Божием и слова о «Сыне человеческом» — пророчество об Иисусе Христе. Для некоторых главы 7—12 означают пророчество о конце света и образы об Антихристе, притом сама Книга Даниила ими считается предсказывающей события Нового Завета.
Книга полна чудовищ, ангелов и нумерологии, взятых из широкого круга источников — как библейских, так и небиблейских, — которые имели значение в контексте еврейской культуры II века до н. э.

### Неканонические добавления
Текст Книги Даниила в Септуагинте содержит несколько текстов, отсутствующих в масоретском тексте. Католики и православные считают их неотъемлемой частью Книги пророка Даниила, в Русской православной церкви — с оговоркой, что это «неканоническое добавление». Протестанты и иудаисты не считают эти истории частью канонического текста, не включают в Ветхий Завет и Танах соответственно, а относят эти тексты к апокрифам.

## Исторический контекст
Видения в главах 7—12 отражают кризис, произошедший в Иудее в 167—164 гг. до н. э., когда Антиох IV Эпифан, греческий царь Империи Селевкидов, угрожал уничтожить традиционное иудейское богослужение в Иерусалиме. Когда Антиох вступил на престол в 175 г. до н. э., евреи в основном были сторонниками Селевкидов. В семье первосвященников произошёл раскол из-за соперничества, и один из членов семьи, Иасон (Язон), предложил царю крупную сумму, чтобы Иасона назначили первосвященником. Он также заплатил за то, чтобы ему разрешили сделать Иерусалим полисом, или же греческим городом. Это означало среди прочего, что городское управление будет находиться в руках граждан, а это, в свою очередь, означало, что гражданство будет ценным товаром, который можно купить у Язона. Ничего из этого не угрожало иудейской религии, и реформы были широко одобряемы, особенно среди иерусалимской аристократии и ведущих священников. Три года спустя Иасон был свергнут, когда другой священник, Менелай, предложил Антиоху ещё бо́льшую сумму за пост первосвященника.

Антиох дважды вторгался в Египет, в 169 году до н. э. добившись успеха, однако во время второго вторжения, в конце 168 года до н. э., был вынужден отступить под натиском римлян. Иасон, по слухам узнав о смерти Антиоха, напал на Менелая, чтобы вернуть себе первосвященство. Антиох вытеснил Язона из Иерусалима, разграбил храм и принял меры по умиротворению своей египетской границы путём полной эллинизации: еврейская Книга Закона была запрещена, а 15 декабря 167 г. до н. э. в храм была внесена «мерзость запустения» — вероятно, греческий алтарь. Поскольку иудейская религия фактически оказалась под угрозой, возникло движение сопротивления, возглавляемое братьями-маккавеями, и в течение следующих трёх лет оно одержало достаточно побед над Антиохом, чтобы отбить и очистить храм.
Кризис, о котором написал автор Книги Даниила, — это осквернение жертвенника в Иерусалиме в 167 году до н. э. (впервые об этом говорится в стихе 8:11): ежедневные жертвоприношения, которые совершались дважды в день, утром и вечером, прекратились — и фраза «вечера и утра» повторяется в последующих главах как напоминание о пропущенных жертвоприношениях. Но, несмотря на поразительную точность описания событий, предшествующих разграблению храма в 167 г. до н. э., и событий непосредственно после него, предсказанная война между сирийцами и египтянами (11:40—43) так и не состоялась. Неверным оказалось и пророчество о том, что Антиох умрёт в Палестине (11:44, 45): он умер в Персии. Наиболее вероятный вывод заключается в том, что повествование было завершено ближе к концу правления Антиоха, но до его смерти в декабре 164 г. до н. э. или, как максимум, до того, как новости о его смерти достигли Иерусалима. Соответственно, по общему мнению современных исследователей, книга относится к периоду 167—163 гг. до н. э.
По мнению Йоэля Вейнберга, сообщаемые в Книге Даниила сведения о царях несут следы «сознательной и целенаправленной манипуляции историческими данными». Так, Валтасар не был сыном Навуходоносора; а его преемником был Кир, а не некий «Дарий Мидянин», которого невозможно соотнести ни с одной исторической личностью.

## Авторство
Автором книги иудеи и христиане традиционно считают пророка Даниила — библейского персонажа этой же книги, являющегося в ней знатным иудеем, воспитанником вавилонского царского двора и обладателем высокого придворного звания. Однако, согласно современному научному консенсусу, Даниил не был реальной исторической личностью.

### В иудаизме
Еврейский историк Иосиф Флавий в Иудейских древностях упомянул Даниила как автора одноимённой книги:
«Окончив жизнь, говорит он, Даниил стяжал вечную память, ибо книги, которые он, написав, оставил, читаются у нас ещё и ныне». В тех же Древностях Иосиф Флавий считает осквернение Иерусалимского храма Антиохом Епифаном в 169 году до н. э. точным исполнением пророчества Даниила, «произнесенного за 408 лет».
Венецианский раввин Симон Луццатто (1580—1663) был мнения, что пророчества Даниила относятся не к Мессии будущего, но имеют в виду исторический факт.

### В христианстве
Традиционно Христианская церковь считает, что Даниил является автором книги и что Иисус Христос считал так же, говоря: «Итак, когда увидите мерзость запустения, реченную через пророка Даниила, стоящую на святом месте, — читающий да разумеет, — тогда находящиеся в Иудее да бегут в горы» (Мф. 24:15, 16). В данных словах Иисус Христос утверждает не только существование самого пророка Даниила, но и принадлежность ему пророчества о седьминах (9:25—27). Православный библеист начала XX века, Павел Юнгеров, считал, что пророчество «речено» Даниилом в том смысле, что записано и предано церкви самим Даниилом.
В позднейшее время авторство Даниила признавали Евсевий Кесарийский, Мефодий Тирский, Аполлинарий Лаодикийский и блаженный Иероним, поскольку очень часто автор Книги Даниила называл себя этим именем и говорил, что и другие называли его аналогично, а также неоднократно сообщал, что получал от ангела повеление записать свои видения. Таким образом они отвечали на библейскую критику неоплатоника Порфирия.

## Дата и процесс написания
В настоящее время большинство учёных относит книгу ко II веку до н. э. Этот консенсус возник в XIX веке. При этом американский библеист Майкл Куган утверждал, что рассказы, описанные в первых шести главах книги, скорее всего, были составлены либо в позднеперсидский (450—333 годы до н. э.), либо в раннеэллинистический (333—170 годы до н. э.) периоды, возможно, в восточной диаспоре. Научная позиция заключается в том, что большинство пророчеств Книги пророка Даниила относится к маккавейской эпохе (II век до н. э.). После Второй мировой войны такая позиция распространилась и в Католической церкви.
В иудаизме и христианстве традиционно считается, что Книга пророка Даниила была написана пророком Даниилом в VI в. до н. э. Такую же датировку предлагают некоторые консервативные учёные.
Книга Даниила возникла как сборник арамейских придворных сказаний, позднее дополненных еврейскими откровениями. Возможно, придворные сказания первоначально распространялись независимо, но отредактированный сборник был составлен, вероятно, в III или начале II века до н. э. В то время на арамейском была написана глава 1 в качестве краткого вступления, чтобы указать исторический контекст, представить персонажей сказаний и объяснить, как Даниил и его друзья попали в Вавилон. На третьем, завершающем этапе написания книги были добавлены видения глав 7—12, а глава 1 была переведена на иврит. Этот последний этап, ознаменовавший создание Книги Даниила, проходил между осквернением храма Антиохом Эпифанием в 167 году до н. э. и его смертью в 164 году до н. э.

### Несколько источников
В подтверждение мысли о подложности Книги Даниила есть целый ряд данных. Согласно научному консенсусу, Книга пророка Даниила не составляет произведения одного писателя, а является сборником отдельных отрывков, составленных в разное время разными авторами и затем объединённых неизвестным редактором.
Единство книги ставилось под вопрос ещё в XIX веке. Так, Михаэлис насчитывал восемь разных отрывков в Книге Даниила и, следовательно, восемь первоначальных писателей; Бертольд насчитывал 9 частей, а Эйхгорн — 10. Как на сборник отдельных рассказов о Данииле смотрел на книгу Ганеберг и в начале XX века Делич. Другие учёные — Закк, Гербст, Келер — различали в Книге Даниила две части, историческую и пророческую, как два самостоятельных литературных произведения.
Йоэль Вейнберг выделил три основные тенденции XX века в рассмотрении Книги Даниила:
- унитарная, признающая её единое авторство и время создания (С. Драйвер, О. Плэгер);
- двухчастность книги: первая часть с рассказом в третьем лице о Данииле; вторая часть — как видение, изложенное от первого лица (Г. Гельшер, А. Мейнхолд);
- многочастность книги, составленной из разновременных текстов (М. Л. Гинсберг, М. Нот).

Основанием для отрицания единства Книги пророка Даниила служат:
- употребление в ней двух наречий — еврейского и арамейского;➤
- название пророка то в третьем лице (главы 1, 2, 4—6), то в первом (7—12), то полное неупоминание Даниила (глава 3)[39];
- противоречия в тексте[40].

Целостность и подлинность Книги Даниила отвергают экзегеты, утверждая, что она не является произведением современника вавилонского плена, а написана неизвестным лицом в Палестине во время Антиоха Епифана и Маккавеев между 170 и 164 г. до н. э. Первым защитником подобного взгляда был неоплатоник Порфирий, а за ним следуют и многие другие: Спиноза, Бертольд, Ленгерке, Кнобель, Гитциг, Бунзен, Бахман, Эвальд, Нёльдеке, Граф, Рим, Штаде, Кюнен, Корниль, Кёниг, Мейнголад, Франц Делич.

#### Связь с Маккавейской войной
Прямым основанием относить происхождение Книги пророка Даниила к эпохе Антиоха Епифана являются стихи 8:23—25 и 11 глава, рассматриваемые не как пророчество об отдалённом будущем, а как описание минувших событий в пророческой форме. Под описанием войн между южным и северным царями довольно легко узнаются Маккавейские войны между державой Селевкидов и Египтом, детальный анализ чего дал Порфирий.
Относимая по указанным соображениям к эпохе Антиоха Епифана, Книга Даниила считается аллегорически легендарным воспроизведением истории этого царя и маккавейских времён. Под именем Навуходоносора, Валтасара и «Дария Мидянина» выводится Антиох в различных обнаружениях своей ненависти к иудейству, а под именем Даниила и его друзей — преследуемые Епифаном иудеи.

## Положение в каноне

### Иудаизм
В иудейской традиции Книга Даниила в Танахе размещена в разделе Ктувим (Писания). В связи с тем, что Даниил не упоминается в 49-й главе Книги Сираха, в среде богословов распространено мнение, что она не считалась пророческою. При Иосифе Флавии, как предполагают, признавалась таковой («Иудейские древности», 10 и 11 книги, в 11:7 Даниил назван одним из величайших пророков). Пророком он назван и в некоторых раввинистических источниках. При Иерониме уже относится к отделу Писаний (Ктувим). «Напоминаю, — говорит он, — что у евреев не считали Даниила между пророками, но между теми, которые написали этнографы». И действительно, талмудисты не признавали Даниила пророком. Согласно Мидрашу, «Даниил не был пророком, если даже сравнивать с тремя последними пророками, но зато он был провидцем и апокалиптиком, чем не были те». Самое раннее свидетельство об этом в раввинистической литературе находится в Вавилонском Талмуде Бава Батра 14б (ок. II века), где также говорится о том, что Даниил не был пророком (Санхедрин 94a). По словам современных блаженному Иерониму иудеев, отнесение Книги пророка Даниила к разделу Писаний обусловливалось его жизнью при иноземном дворе.

### Христианство
В христианской Библии Книга пророка Даниила занимает среди пророческих книг четвёртое место. Оно отводится ей, согласно исчислению ветхозаветных книг, в Синайском кодексе (Исаия, Иеремия, Иезекииль, Даниил и 12 пророков). В кодексах же Александрийском, Ватиканском, в 85 апостольском правиле, 60 правиле Лаодикийского собора, в 39 праздничном послании Афанасия Великого, у отцов церкви — Кирилла Иерусалимского, Григория Богослова, Амфилохия Иконийского, Епифания Кипрского, Иоанна Дамаскина — Книга Даниила поставлена последней между пророческими, а в реестре Мелитона Сардийского и Оригена — ранее Книги пророка Иезекииля. Для христиан наличность Книги пророка Даниила в древнейших списках канонических книг является доказательством её канонического достоинства.

#### В Новом Завете
В качестве канонической, хотя без упоминания имени автора, Книга Даниила нередко цитируется в Новом Завете в речи Иисуса Христа и его апостолов. Так, помимо ссылки на 9:27, Иисус применяет к себе заимствованное из Книги Даниила наименование «Сын человеческий» и тем самым утверждает её мессианское богодухновенное учение. Аналогии с Книгой Даниила просматриваются в этом образе: Сын человеческий «грядёт на облаках с силою и славою, восседает одесную силы». В том же пророчестве Даниила находится объяснение видения Сына человеческого у архидиакона Стефана. Равным образом и автор Послания к Евреям, говоря о «мужах, угасивших силу огня и заградивших уста львов», имеет в виду лица, описываемые в Книге Даниила, и аналогично характеризует антихриста. Наконец, и в Апокалипсисе встречается немало образов и символов из Книги пророка Даниила.

## Рукописи и переводы
Книга пророка Даниила дошла до нас в нескольких основных видах:
1. Масоретская версия, написанная на древнееврейском и арамейском. Состоит всего из 12 глав.
2. Кумранские свитки, составленные всего около 50 лет после написания самой Книги Даниила (конец II века до н. э.)[52]. Аналогично имеют 12 глав.

А также два греческих перевода, каждый из которых содержит дополнения:
1. Версия из Септуагинты (Перевода семидесяти). Это греческий перевод примерно 100-го года до н. э.
2. Версия Феодотиона (II век н. э.). Хотя этот греческий перевод и более поздний, он намного ближе к оригиналу и потому стал настолько популярен, что заменил Перевод семидесяти[53][54].

### Масоретский текст
Важную роль при датировке книги имеет анализ её языка. Значительная часть книги написана по-арамейски (2:4—7:28). Начало и завершение её — на древнееврейском (1:1—2:3 и 8—12 главы).
Древнееврейский язык характеризуется как «позднепослепленный», близкий к языку Хроник (книг Паралипоменон), языку кумранских свитков и несущий черты арамейского влияния. Арамейский же язык относится к периоду «имперского арамейского» и, по словам последней русской переводчицы Книги Даниила Е. Б. Смагиной, обнаруживает более поздние грамматические формы, нежели в Книге Ездры и в папирусах V—IV веков до н. э., но более древние, чем в арамейских документах из Кумрана. По подсчётам К. А. Китчена, в тексте 21 заимствование из аккадского, 19 — из древнеперсидского, 3 — из древнегреческого.

### Кумранские свитки
Фрагменты Книги Даниила, обнаруженные в 1952 году в кумранских пещерах, содержат бо́льшую часть всех стихов этой библейской книги. Среди найденных свитков Кумрана присутствуют фрагменты из всех канонических глав книги.

### Септуагинта
В переводе LXX Книга пророка Даниила плохо воспроизводит еврейско-арамейский оригинал. Встречаются всевозможные изменения фраз и отдельных выражений, а опущения и сокращения чередуются с расширением текста.
Согласно авторам Толковой Библии Лопухина, наибольшей близостью к подлиннику отличается перевод 1—3 глав и глав 7—12. В общем они переведены верно, хотя передают скорее смысл, чем букву. Однако главы 8—12 переведены настолько дословно, что глава 11 может быть понята только при сравнивании с оригиналом. Одни из неправильно переведённых мест обнаруживают в авторе отсутствие исторических знаний, другие — прямую тенденциозность.
Почти ни один стих греческого текста Перевода семидесяти не соответствует масоретскому, и во многих случаях от оригинала остаётся одно или два слова. Этот александрийсий перевод Книги пророка Даниила был отвергнут церковью и настолько утратил известность, что вследствие этого едва не затерялся. Перевод был найден в конце XVIII века и издан в Риме в 1772 году по рукописи IX века.

### Перевод Феодотиона
Вошёл в широкое употребление в конце IV или начале V века. Однако по переводу Феодотиона читали Книгу Даниила и ранее, в том числе: Ориген, Ипполит, Тертуллиан, а также автор «Пастыря» и Климент Римский. С этой версии сделаны переводы Книги Даниила на другие языки: древне-латинский, коптский, арабский и славянский.

### Православие
- Преемники Лопухина. Толковая Библия Лопухина. Азбука веры (1910). Архивировано 21 мая 2024 года.
- Даниил // Православная энциклопедия. — М., 2007. — Т. XIV : Даниил — Димитрий. — С. 8—44. — 39 000 экз. — ISBN 978-5-89572-024-0.
- Бухарев А. М. О подлинности и целости священных книг пророков Исаии, Иеремии, Иезекииля и Даниила. Архивная копия от 14 сентября 2016 на Wayback Machine. М., 1864.
- Бухарев А. М. Святой пророк Даниил. Очерк его века, пророческого служения и св. книги. М. 1864.
- Потапов В. Н. О книге св. пророка Даниила. Архивная копия от 15 сентября 2016 на Wayback Machine // Прибавление к изданию творений святых отцев в русском переводе, 1871, 146 с.
- Иоанн Смирнов. Святой Пророк Даниил. Рязань, 1879.
- Разумовский Алексей. Святой пророк Даниил. Архивная копия от 15 сентября 2016 на Wayback Machine. СПб., 1891.
- Песоцкий С. А. Святой пророк Даниил, его время, жизнь и деятельность. Архивная копия от 11 ноября 2019 на Wayback Machine. К.: Типография Корчак-Новицкого[укр.], 1897
- Михалицын П. Е. Читаем Пророческие книги Ветхого Завета / Нестеренко В. В. — Харьков: Книжный Клуб «Клуб Семейного Досуга»; Белгород: «ООО Книжный Клуб „Клуб Семейного Досуга“», 2014.
- Рождественский А. П. Откровение Даниилу о семидесяти седьминах. Спб. 1896 г.
- Юнгеров П. А. Введение в Ветхий Завет. — М. : КБ МДА и Фонд «Серафим», 2007. — Т. 2. Введение в ветхозаветные книги.
- Сысоев Д. А. Толкование книги пророка Даниила. М., 2013.

Протестантизм
- Библейский культурно-исторический комментарий. Часть 1. Ветхий Завет (Джон Х. Уолтон[укр.], Виктор Х. Мэтьюз[англ.], Марк У. Чавалес). Мирт, 2003. 984 стр. ISBN 5-88869-156-9, 5-88869-155-0, 0-8308-1419-1 (реформатство).
- Толкование ветхозаветных книг. От Исаии по книгу Малахии (ред. Платон Харчлаа[укр.]), Ашфорд, 1996. (Далласская Теологическая Семинария[англ.], баптизм).
- Дукан Ж. Стенания Земли. Заокский, 1995 (АСД).
- Волкославский Р. Н. Энциклопедический атлас библейской истории. — Заокский: «Источник жизни», 2003. — 288 с., ил., карты.

Библеистика
- Вейнберг, Й. Глава X. Книга Даниэла : человек и его размышления о ходе истории человечества // Введение в Танах :  [рус.]. — Иерусалим : Гешарим ; М. : Мосты культуры, 2005. — Т. 4 : Писания. — С. 219–251. — 365 с. — ISBN 5-93273-199-0.
- Бессонов И. А. Пророчества книги Даниила: происхождение, история экзегетики, толкование. Царство святых Всевышнего и мировая история. М., 2019.
- Бреттлер М. З.[англ.]. How to Read the Bible (англ.). — Jewish Publication Society[англ.], 2005. — 400 p. — ISBN 9780827610019, 0827610017.
- Граббе, Лестер Л.[англ.]. An Introduction to Second Temple Judaism (англ.). History and Religion of the Jews in the Time of Nehemiah, the Maccabees, Hillel, and Jesus. — A&C Black, 2010. — 150 p. — ISBN 0567552489, 9780567552488.
- Дейвис, Ф. Р.[англ.]. The Oxford Handbook of Biblical Studies (англ.) / под ред. Роджерсона, Дж. В.[англ.] и Лью, Дж. М.[англ.]. — OUP Oxford, 2006. — 896 p. — ISBN 0199254257, 9780199254255.
- Коллинз, Дж. Дж.[англ.]. Daniel: A Commentary on the Book of Daniel (англ.) / под ред. Ф. М. Кросс мл.[англ.]. — Fortress Press, 1993. — 499 p. — ISBN 0800660404, 9780800660406.
- Коллинз, Дж. Дж.[англ.]. The Apocalyptic Imagination. An Introduction to Jewish Apocalyptic Literature (англ.). — 2 ed. — Eerdmans[англ.], 1998. — 337 p. — ISBN 0-8028-4371-9; ISBN 978-0-8028-4371-5.
- Коллинз, Дж. Дж.[англ.]. Daniel // Dictionary of Deities and Demons in the Bible (англ.) / под. ред. Карела ван дер Тоорна[англ.], Боба Бекинга[нем.] и Питера Виллема ван дер Хорста[англ.]. — Eerdmans[англ.], 1999. — 960 p. — ISBN 0802824919, 9780802824912.
- Коллинз, Дж. Дж.[англ.]. Daniel: With an Introduction to Apocalyptic Literature (англ.). — Eerdmans[англ.], 1984. — 120 p. — ISBN 0802800203, 9780802800206.
- Под ред. Коллинза Дж. Дж.[англ.] и Флинта П.[англ.]. The Book of Daniel: Composition and Receptionn, Tom 2 (англ.). — BRILL, 2001. — P. 330. — 482 p. — ISBN 9004122001, 9789004122000.
- Лиланд Р.[англ.], Лонгман Т.[англ.]. The Complete Literary Guide to the Bible (англ.). — Zondervan Academic[англ.], 2010. — 528 p. — ISBN 0310877423, 9780310877424.
- Ньюсом, Карол Анн[англ.]. Daniel: A Commentary (англ.) / Breed, Brennan W.. — Presbyterian Publishing Corp, 2014. — 416 p. — ISBN 0664220800, 9780664220808.
- Сакки, Паоло. The History of the Second Temple Period (англ.). — A&C Black, 2004. — 534 p. — ISBN 0567044505, 9780567044501.
- Сиау, Чун-Леонг[англ.]. Introduction // Daniel (англ.). — Westminster John Knox Press[англ.], 2003. — 198 p. — ISBN 0664256759, 9780664256753.
- Ульрих Ю.[англ.]. Daniel Manuscripts from Qumran. Part 2: Preliminary Editions of 4 QDan b and 4 QDan c (англ.) // JSTOR : журнал. — 1989. — May (no. 274). — JSTOR 1357050.
- Харрингтон, Даниэль Дж.[англ.]. Invitation to the Apocrypha (англ.). — Eerdmans[англ.], 1999. — 222 p. — ISBN 9780802846334.
- Шеперд, Майкл Б.[англ.]. History of interpretation // Daniel in the Context of the Hebrew Bible (англ.). — Peter Lang, 2009. — ISBN 143310539X, 9781433105395.
- Hammer, Raymond. The Book of Daniel (англ.). — Cambridge University Press, 1976. — ISBN 9780521097659.
- Redditt, Paul L. Introduction to the Prophets (англ.). — Eerdmans[англ.], 2008. — 404 p. — ISBN 0802828965, 9780802828965.